# Parabomis levanderi
Parabomis levanderi är en spindelart som beskrevs av Kulczynski 1901. Parabomis levanderi ingår i släktet Parabomis och familjen krabbspindlar.
Artens utbredningsområde är Etiopien. Inga underarter finns listade i Catalogue of Life.